# Catherine Apalat
Catherine Apalat (Tororo (Ouganda), 28 août 1981) est une photographe, journaliste, personnalité du cinéma ougandaise.

## Biographie
Catherine Apalat est membre de l'UMWA (Uganda Media Women's Association).

## Source
- (en) Cet article est partiellement ou en totalité issu de l’article de Wikipédia en anglais intitulé « Catherine Apalat » (voir la liste des auteurs).